# Primera División (1953/1954)
Primera División 1953/1954 był 23 sezonem najwyższej ligi piłkarskiej w Hiszpanii.
Kluby występujące w sezonie 1953/1954:
| - Athletic Bilbao - Atlético Madryt - FC Barcelona - Celta Vigo - Deportivo La Coruña - Espanyol Barcelona - CA Osasuna - Racing Santander |  | - Real Jaén - Real Madryt - Real Oviedo - Real Sociedad - Real Valladolid - Sevilla FC - Sporting Gijón - Valencia CF |

## Tabela po zakończeniu sezonu
| Miejsce | Klub                | M  | Z  | R | P  | GZ | GS | Pkt | RB  | Komentarz                  |
| ------- | ------------------- | -- | -- | - | -- | -- | -- | --- | --- | -------------------------- |
| 1       | Real Madryt         | 30 | 17 | 6 | 7  | 72 | 41 | 40  | 31  | Mistrz kraju               |
| 2       | FC Barcelona        | 30 | 16 | 4 | 10 | 74 | 39 | 36  | 35  |                            |
| 3       | Valencia CF         | 30 | 14 | 6 | 10 | 69 | 51 | 34  | 18  |                            |
| 4       | Espanyol Barcelona  | 30 | 14 | 6 | 10 | 50 | 36 | 34  | 14  |                            |
| 5       | Sevilla FC          | 30 | 15 | 2 | 13 | 57 | 49 | 32  | 8   |                            |
| 6       | Athletic Bilbao     | 30 | 12 | 8 | 10 | 54 | 44 | 32  | 10  |                            |
| 7       | Deportivo La Coruña | 30 | 13 | 5 | 12 | 41 | 46 | 31  | -5  |                            |
| 8       | Racing Santander    | 30 | 12 | 7 | 11 | 53 | 61 | 31  | -8  |                            |
| 9       | Atlético Madryt     | 30 | 11 | 7 | 12 | 57 | 47 | 29  | 10  |                            |
| 10      | Real Sociedad       | 30 | 11 | 7 | 12 | 44 | 58 | 29  | -14 |                            |
| 11      | Celta Vigo          | 30 | 12 | 5 | 13 | 47 | 54 | 29  | -7  |                            |
| 12      | Real Valladolid     | 30 | 12 | 5 | 13 | 50 | 60 | 29  | -10 |                            |
| 13      | CA Osasuna          | 30 | 12 | 4 | 14 | 46 | 54 | 28  | -8  | Spadek do Segunda División |
| 14      | Real Jaén           | 30 | 11 | 6 | 13 | 55 | 70 | 28  | -15 | Spadek do Segunda División |
| 15      | Real Oviedo         | 30 | 8  | 6 | 16 | 31 | 53 | 22  | -22 | Spadek do Segunda División |
| 16      | Sporting Gijón      | 30 | 7  | 2 | 21 | 44 | 81 | 16  | -37 | Spadek do Segunda División |

Legenda:
M – mecze,
Z – zwycięstwa,
R – remisy,
P – porażki,
GZ – gole zdobyte,
GS – gole stracone,
Pkt – punkty,
RB – różnica bramek
Król strzelców:
- 27 goli - Alfredo Di Stéfano (Real Madryt)